# Dwight (Kansas)
Dwight è un comune degli Stati Uniti d'America, situato nello Stato del Kansas, nella contea di Morris.